# 杰米·尼科尔森
杰米·尼科尔森（英語：Jamie Nicolson，1971年11月9日—1994年2月28日），澳大利亚男子拳击运动员。他曾代表澳大利亚参加1990年英联邦运动会拳击比赛，获得一枚铜牌。他也曾参加1992年夏季奥运会。